# Kiðufell (berg i Island, lat 64,89, long -15,09)
Kiðufell är ett berg i republiken Island. Det ligger i regionen Austurland, 300 km öster om huvudstaden Reykjavík. Toppen på Kiðufell är 695 meter över havet.
Trakten runt Kiðufell är nära nog obefolkad, med mindre än två invånare per kvadratkilometer. Det finns inga samhällen i närheten. Trakten runt Kiðufell består i huvudsak av gräsmarker.